# Vendernes Konge
Vendernes Konge (latin: Rex Sclavorum) var en historisk titel, der indikerede suverænitet eller prætenderet suverænitet, over slaviske områder på Østersøens sydkyst. Titlen indgik i de danske kongers titulatur fra 1100-tallet til 1972, og i de svenske kongers titulatur fra ca. 1540 til 1973. 

## Danmark
Knud VI antog titlen efter at være blevet hyldet af Pommerns fyrster i 1184. Selvom danskerne mistede Pommern hurtigt efter, blev titlen ved med at være en del af den danske kongetitel. Titlen indgik i de danske kongers titel indtil 1972, da Margrethe 2. ved sin tronbestigelse antog titlen Danmarks Dronning.

## Sverige
Cirka 1540 antog Gustav 1. af Sverige samme titel, men denne oversattes til latin: Rex Vandalorum på grund af en lærd forveksling mellem vandaler og vender. Titlen indgik i de svenske kongers titulatur indtil 1973, hvor Carl 16. Gustaf af Sverige ved sin tronbestigelse antog titlen Sveriges Konge (svensk: Sveriges Konung)